# Lynfotografen
Lynfotografen (også skrevet Lyn-fotografen) er en dansk spillefilm fra 1950 instrueret af Mogens Fønss efter manuskript af Mogens Fønss.

## Handling
Jens er ansat på "Billed-Revyen"s redaktion som mørkekammerassistent. Denne stilling er han dog ikke helt tilfreds med, og det er hans store drøm engang at blive pressefotograf ved bladet. Foreløbig ser det dog ikke ud til, at han vil komme sine ønskers mål nærmere, for "Billed-Revyen"s redaktør ser ikke med sympati på Jens' fotografiske interesser.

## Medvirkende i udvalg
- Christian Arhoff
- Ib Schønberg
- Vera Gebuhr
- Preben Mahrt
- Signi Grenness
- Carl Johan Hviid
- Einar Juhl
- Ove Sprogøe
- Alex Suhr
- Bjørn Spiro
- William Bewer
- Per Buckhøj
- Poul Bundgaard
- Ego Brønnum-Jacobsen